# Niemiecka sygnalizacja kolejowa w DOKP Wrocław
Po II wojnie światowej PKP odziedziczyło odcinek kolejowy Sędzisław – Wałbrzych Główny – Jaworzyna Śląska. Odcinek ten został przed wojną przez Niemców zelektryfikowany napięciem 15 kV i 16⅔ Hz oraz wyposażony w sygnalizację świetlną. Poniżej przedstawiono przykładowe sygnalizatory. Liczba i rozmieszczenie komór świetlnych mogą się jednak różnić. Zazwyczaj semafory posiadały dwa światła czerwone (główne i zapasowe), rzadziej jedno. Często spotykano semafory z trzema światłami zielonymi – jednym dla sygnału S2 i dwoma kolejnymi dla S3. Istniały także tarcze ostrzegawcze bez dolnego, lewego zielonego światła podające jedynie sygnały Ot1 i Ot3. Ostatnie poniemieckie sygnalizatory zostały w 1986 r. zamienione na sygnalizację PKP w Sędzisławiu.
| Przykładowe sygnalizatory | Przykładowe sygnalizatory    | Przykładowe sygnalizatory                   | Przykładowe sygnalizatory                      |
| ------------------------- | ---------------------------- | ------------------------------------------- | ---------------------------------------------- |
| Semafor                   | Tarcza ostrzegawcza świetlna | Semafor ze zintegrowaną tarczą ostrzegawczą | Semafor z tarczą ostrzegawczą na jednym słupie |

| Sygnały na tarczach ostrzegawczych świetlnych | Sygnały na tarczach ostrzegawczych świetlnych               |
| --- | ----------------------------------------------------------- |
| Ot1 Dwa pomarańczowe światła w linii wznoszącej się ukośnie na prawo, zwrócone do pociągu                                                                                           | Semafor wskazuje S1 „Stój”                                  |
| Ot2 Dwa zielone światła w linii wznoszącej się ukośnie na prawo, zwrócone do pociągu                                                                                                | Semafor wskazuje S2 „Wolna droga”                           |
| Ot3 Dwa pomarańczowe światła w linii wznoszącej się ukośnie na prawo, oraz pod prawym światłem pomarańczowym jedno zielone światło umieszczone wyżej niż dolne światło pomarańczowe | Semafor wskazuje S3 „Wolna droga ze zmniejszoną szybkością” |

| Sygnały na semaforach  | Sygnały na semaforach                   |
| ---------------------- | --------------------------------------- |
| S1 czerwone światło    | „Stój”                                  |
| S2 światło zielone     | „Wolna droga”                           |
| S3 dwa zielone światła | „Wolna droga ze zmniejszoną szybkością” |

|                                                   | Sygnały na tarczy ostrzegawczej | Sygnały na tarczy ostrzegawczej       | Sygnały na tarczy ostrzegawczej                                 |
| ------------------------------------------------- | ------------------------------- | ------------------------------------- | --------------------------------------------------------------- |
| Sygnał na semaforze                               | Ot1 Semafor wskazuje S1 „Stój”  | Ot2 Semafor wskazuje S2 „Wolna droga” | Ot3 Semafor wskazuje S3 „Wolna droga ze zmniejszoną szybkością” |
| Sygnał S1 „Stój”                                  |                                 |                                       |                                                                 |
| Sygnał S2 „Wolna droga”                           |                                 |                                       |                                                                 |
| Sygnał S3 „Wolna droga ze zmniejszoną szybkością” |                                 |                                       |                                                                 |

|                                                   | Sygnały na tarczy ostrzegawczej | Sygnały na tarczy ostrzegawczej       | Sygnały na tarczy ostrzegawczej                                 |
| ------------------------------------------------- | ------------------------------- | ------------------------------------- | --------------------------------------------------------------- |
| Sygnał na semaforze                               | Ot1 Semafor wskazuje S1 „Stój”  | Ot2 Semafor wskazuje S2 „Wolna droga” | Ot3 Semafor wskazuje S3 „Wolna droga ze zmniejszoną szybkością” |
| Sygnał S1 „Stój”                                  |                                 |                                       |                                                                 |
| Sygnał S2 „Wolna droga”                           |                                 |                                       |                                                                 |
| Sygnał S3 „Wolna droga ze zmniejszoną szybkością” |                                 |                                       |                                                                 |

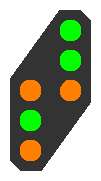
Nowy typ niemieckiej trzystawnej tarczy ostrzegawczej

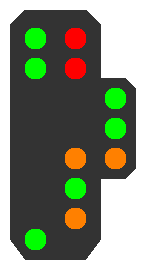
Semafor ze zintegrowaną tarczą ostrzegawczą nowego typu

W niektórych źródłach można znaleźć odmienne układy świateł powyższych sygnalizatorów. Szczególnie dotyczy to obrazów sygnałów na tarczach ostrzegawczych. Spowodowane jest to wprowadzeniem na kolejach niemieckich tarczy z sześcioma światłami (po trzy zielone i pomarańczowe). Tarcza taka wyświetlała sygnał Vz3 (odpowiednik polskiego Ot3) za pomocą jedynie dwóch świateł. W praktyce nowe sygnały wprowadzono dopiero po II wojnie światowej.
| Sygnały na tarczach ostrzegawczych świetlnych | Sygnały na tarczach ostrzegawczych świetlnych            |
| --------------------------------------------- | -------------------------------------------------------- |
| Vz1                                           | Semafor wskazuje „Stój”                                  |
| Vz2                                           | Semafor wskazuje „Wolna droga”                           |
| Vz3                                           | Semafor wskazuje „Wolna droga ze zmniejszoną szybkością” |